# Red Hook (Brooklyn)
Red Hook es un barrio en el noroeste de Brooklyn, Nueva York, estado de Nueva York (Estados Unidos), dentro del área una vez conocida como South Brooklyn.
Se encuentra en una península que se proyecta hacia la bahía Upper New York y está delimitado por la autopista Gowanus y el barrio de Carroll Gardens en el noreste, el canal Gowanus en el este y la citada bahía Upper New York en el oeste y el sur.
Una próspera zona de embarque y portuaria a principios del siglo XX, el área declinó en la última parte del siglo.
Red Hook es parte de la Junta Comunitaria de Brooklyn 6 y su código postal principal es 11231. Está patrullado por el 76.º recinto del Departamento de Policía de Nueva York. Políticamente, Red Hook está representado por el Distrito 38 del Consejo Municipal de Nueva York.